# Cantabria (A-15)
El Cantabria (A-15), también conocido como buque de aprovisionamiento en combate (BAC) Cantabria, es un buque de aprovisionamiento logístico perteneciente a la Armada Española, utilizado para el suministro de combustible, víveres, pertrechos, munición y repuestos al resto de la flota. Es el buque de mayor tamaño de la Armada tras el Juan Carlos I.
Su nombre hace referencia a la comunidad autónoma de Cantabria, una de las regiones españolas con más tradición naval. Los marinos cántabros han sido claves en diversos hitos de la historia de España, como la fundación de la Marina Real de Castilla (origen de la actual Armada Española), la Reconquista de Sevilla (en donde gran parte de los barcos y tripulantes fueron cántabros) o incluso el descubrimiento de América por parte de Cristóbal Colón, en el cual una de las carabelas (la Santa María) era propiedad del navegante cántabro Juan de la Cosa.

## Historial

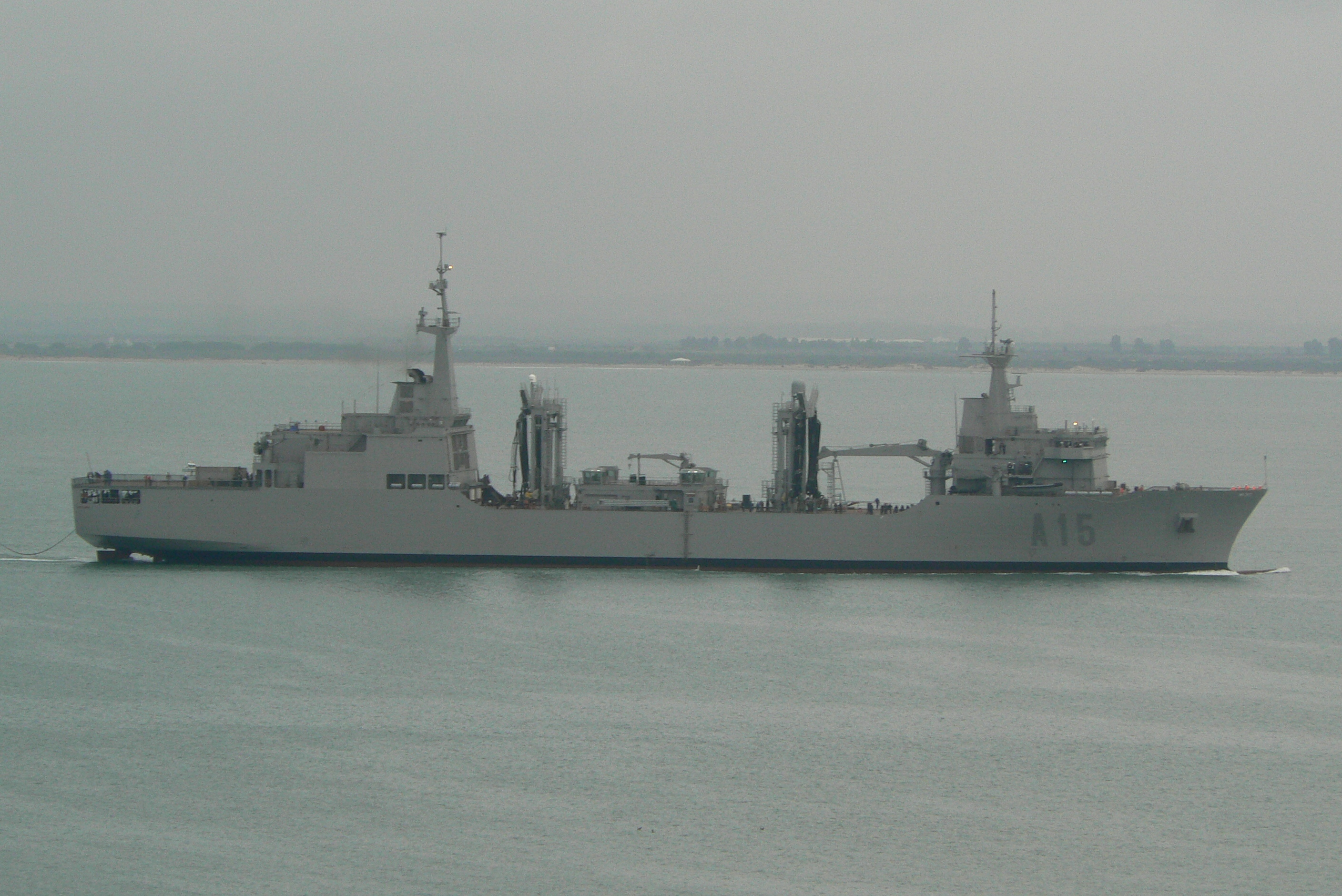
Pruebas de mar del Cantabria en la bahía de Cádiz en el año 2009.

Fue puesto en grada en el dique seco de los astilleros de Puerto Real, Cádiz, el 18 de julio de 2007, con lo que se convertía en el primer buque fabricado en esta factoría para la armada en más de 30 años, donde fue puesto a flote el 21 de julio de 2008 amadrinado por Aurora Díaz Abella, esposa del presidente de la comunidad autónoma de Cantabria, Miguel Ángel Revilla.
Durante la primera semana de octubre de 2009, comenzó a realizar sus pruebas de mar en aguas de la Bahía de Cádiz, que finalizaron satisfactoriamente el 2 de diciembre de ese mismo año. Estas pruebas incluyeron un suministro de combustible en navegación a la fragata Victoria. El 26 de julio de 2010 partió desde Puerto Real con destino a la base naval de Rota, tal y como estaba previsto para realizar la ceremonia de entrega el 29 del mismo mes presidida por el almirante general jefe de Estado Mayor de la Armada, Manuel Rebollo García, con la presencia, en calidad de invitados de honor, del presidente de Cantabria, Miguel Ángel Revilla y su esposa Aurora Díaz.
Desde el 20 de septiembre hasta comienzos de octubre, realizó 5 salidas en aguas de Galicia para realizar su primera evaluación operativa, en las que se evaluaron las áreas de energía, propulsión y seguridad interior.
El día 25 de marzo de 2011 recogió en la Bahía de Santander la bandera de combate que le fue ofrecida por el Gobierno regional, en un ceremonial presidida por Miguel Ángel Revilla y que contó con la asistencia de la ministra de Defensa, Carme Chacón,
 y en el que actuó como  madrina del abanderamiento Aurora Díaz Abella, esposa del presidente de Cantabria.
Entre el 2 y el 5 de julio de 2012, participó junto a las fragatas Álvaro de Bazán, Almirante Juan de Borbón y Méndez Núñez, el submarino Galerna y aeronaves AV-8B de la 9.ª escuadrilla de aeronaves de la Armada en el ejercicio MAR-22 en la costa atlántica de Galicia.

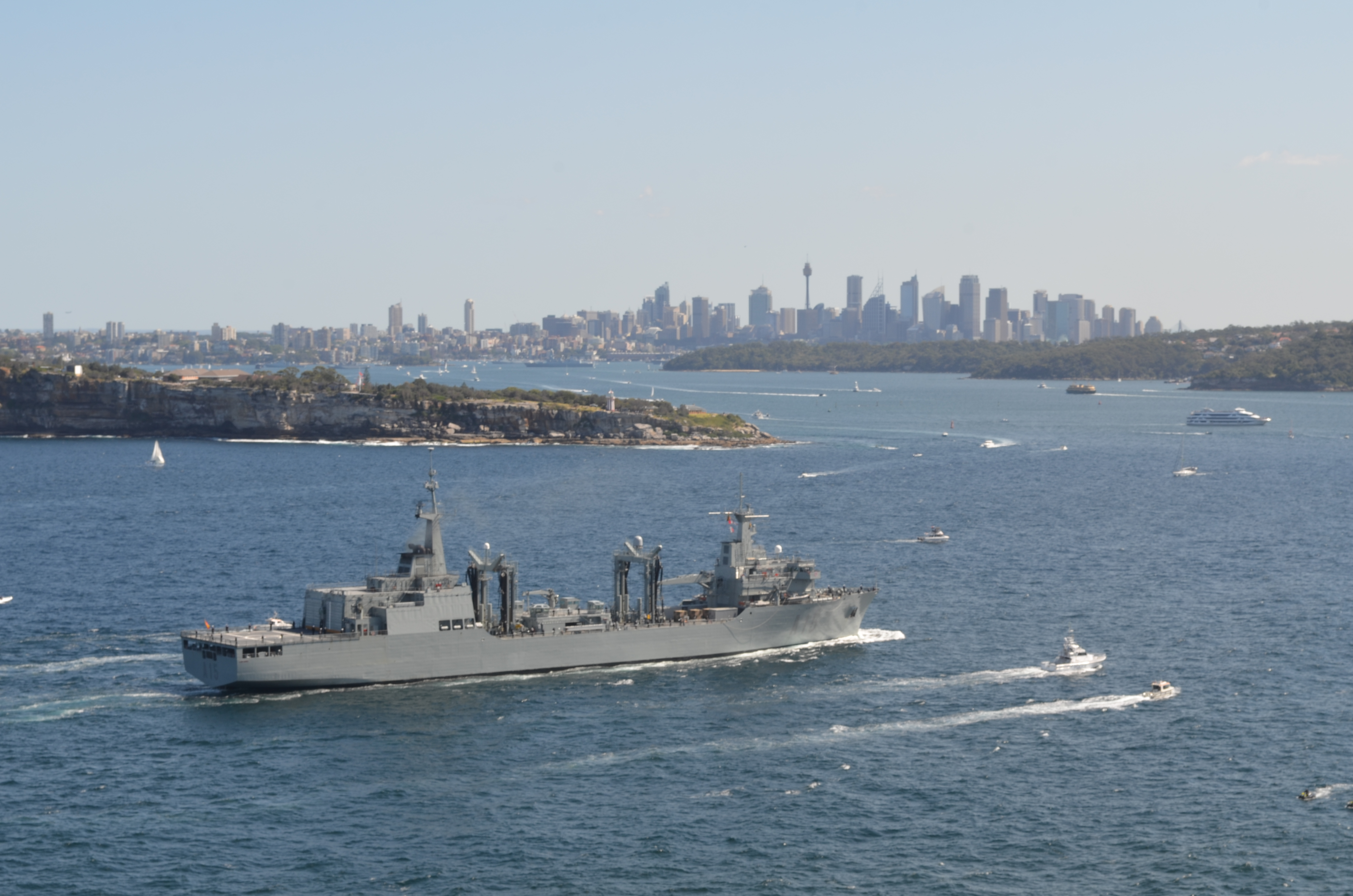
El BAC Cantabria (A-15) entrando en el puerto de Sídney el 4 de octubre de 2013.

Debido al acuerdo firmado por España y Australia para compartir buques y capacidades, será desplegado en Australia desde febrero a noviembre del año 2013 tanto con el objetivo de mejorar el adiestramiento de su tripulación, como para evaluar sus capacidades con vistas al reemplazo de los dos buques de apoyo logístico de la Armada Real Australiana, corriendo los gastos de operación por cuenta de Australia. Su salida desde la estación naval de La Graña en Ferrol con destino a Australia, se produjo en la mañana del 3 de enero de 2013, estando su llegada a Australia prevista para mediados de febrero. El 22 de enero, durante el tránsito hacia Australia, mientras navegaba por el golfo de Adén, realizó un aprovisionamiento y suministro de combustible a la fragata española Méndez Núñez y de suministro de combustible a la fragata francesa Surcouf, que se encontraban desplegadas en la zona en el operativo de la operación Atalanta de lucha contra la piratería. En dicha operación se traspasaron 32 palés a la fragata española, y 200 000 litros de combustible a cada una de las dos fragatas El Cantabria arribó a Melbourne el 13 de febrero de 2013, donde fue recibido por el comandante de la Flota australiana, el almirante Tim Barrett, por el cónsul general de España y por el agregado de Defensa. Posteriormente, se dirigió a su base en Australia, Sídney, aprovechando el tránsito hasta el citado puerto para abastecer a la fragata australiana HMAS Newcastle con 30 000 l de combustible.

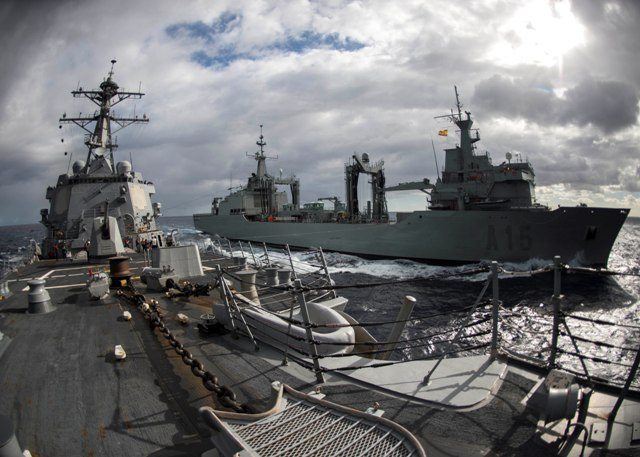
El BAC Cantabria (A-15), en segundo plano, comenzando la maniobra de aprovisionamiento al ' durante las maniobras "Talisman Saber 2013".

Tras zarpar de su base el 8 de julio junto a las fragatas australianas HMAS Perth y HMAS Ballarat, participó entre el 15 de julio de 2013 y el 29 del mismo mes, en el ejercicio internacional Talisman Saber 2013 al este de Australia, en el que tomaron parte buques de la Armada Real Australiana y de la 7.ª Flota de la Armada de los Estados Unidos en las que realizó 14 maniobras de aprovisionamiento en la mar, con un trasvase total de 2 700 000 l de combustible para buques y 155 000 l para aeronaves, para regresar posteriormente a su base el 1 de agosto.

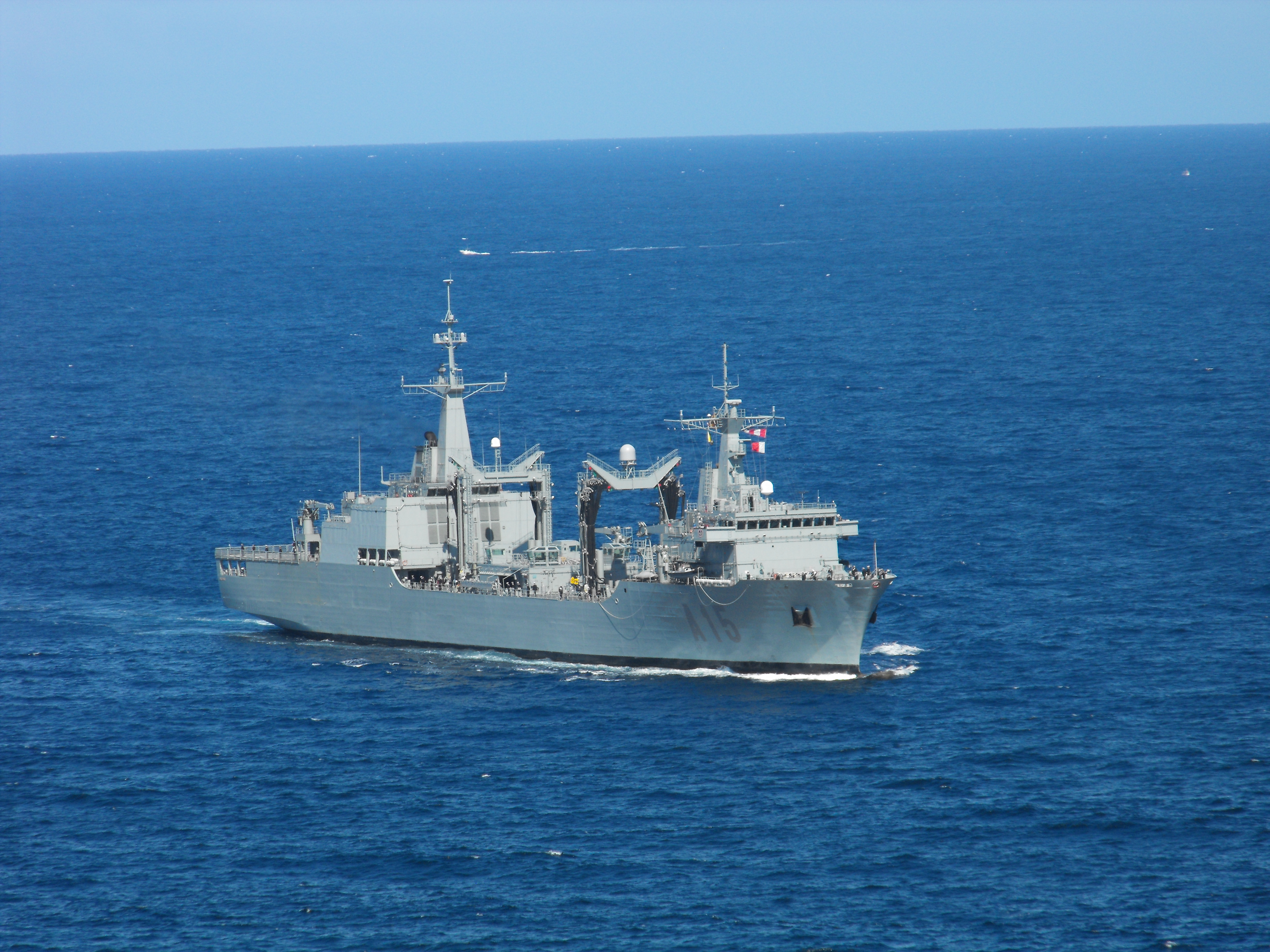
El Cantabria navegando en el año 2013.

En octubre de 2013, participó en los ejercicios internacionales Triton Centenay 2013, su último despliegue con la flota australiana antes de retornar a España, en el transcurso de los mismos, participó en la parada naval internacional en la que tomaron parte 25 buques de guerra de 18 países, que entraron el día 4 de dicho mes en Sídney para conmemorar el centenario de la llegada de la primera flota de la Armada Real Australiana a dicha ciudad. Tras finalizar su despliegue, zarpó desde Sídney el 1 de noviembre de 2013, con rumbo a su base en Ferrol, realizando una escala en Yakarta, (Indonesia) y otra en Goa (India), para mostrar las capacidades del buque a las autoridades locales de cara a futuras opciones de construcción para Navantia. A su paso por el Golfo de Adén, realizó un suministro a los buques destacados en la operación Atalanta, de combustible al  Tornado (P-44), y posteriormente, suministró también combustible de manera simultánea a la fragata española  Álvaro de Bazán (F-101) y a la fragata noruega Fridtjof Nansen, así como suministro mediante helicópteros de carga sólida y otras operaciones aeronavales, posteriormente, realizó una maniobra de abastecimiento al buque danés HDMS Esbern Snare antes de seguir con rumbo a Aksaz, Turquía, y arribar a su base en Ferrol el 21 de diciembre de 2013.
El 14 de julio de 2015 zarpó desde su base en Ferrol para incorporarse en aguas del mediterráneo a la segunda agrupación naval permanente de la OTAN y participar en la operación Active Endeavour de lucha contra el terrorismo internacional. Poco después, se supo que está previsto que a lo largo de 2016, el Cantabria sea desplegado con la Armada canadiense en una cesión similar a la que realizó con Australia.
El 21 de agosto de 2015 en el trascurso de su participación en la operación Active Endeavour realizó el abordaje de un buque mercante sospechoso de tráfico de armas y actividades relacionadas con el terrorismo. Su participación en este operativo duró hasta finales de agosto y participó en el ejercicio de la OTAN Dynamic Guard a principios de septiembre en aguas del golfo de Cádiz, en las que también participó la  Canarias y la  Álvaro de Bazán.
El 23 de enero de 2016 zarpó desde su base en Ferrol para incorporarse durante dos meses en la Agrupación Naval Permanente n.º 1 de la OTAN.